# 64.ª Asamblea Mundial de la Salud
El Consejo Ejecutivo de la Organización Mundial de la Salud decidió celebrar del 16 al 24 de mayo de 2011 la 64.ª Asamblea Mundial de la Salud.

## Celebración
El 12 de enero de 2011 el Consejo Ejecutivo de la Organización Mundial de la Salud decidió que la 64.ª Asamblea Mundial de la Salud se celebrara en el Palais des Nations, Ginebra, Suiza del 16 al 24 de mayo de 2011.

La 64.ª Asamblea Mundial de la Salud se reúne en Ginebra del 16 al 24 de mayo de 2011. 

Examinará diferentes temas de salud pública asimismo que diversos asuntos presupuestarios, administrativos y de gestión de la OMS.
Cómo desarrolla su labor la Asamblea Mundial de la Salud
La OMS fue creada hace 63 años con el fin de promover la salud y aliviar la carga de morbilidad en todo el mundo. Para alcanzar sus objetivos y prioridades la Organización sigue las instrucciones de los 193 Estados Miembros a los que presta servicios. Cada año, altos funcionarios del sector sanitario de todos los Estados Miembros se congregan en Ginebra para participar en la Asamblea Mundial de la Salud. En la Asamblea de la Salud se examina la labor de la OMS, se establecen nuevos objetivos y se asignan nuevas tareas.
Este año, la 64.ª Asamblea Mundial de la Salud debe examinar una larga y compleja lista de retos y respuestas concernientes al ámbito sanitario. En la presente sección facilitaremos notas diarias sobre las principales cuestiones de salud pública que se están abordando en la reunión de este año.
El funcionamiento de la Asamblea Mundial de la Salud
En la Asamblea de la Salud se celebran dos tipos de sesiones con diferentes finalidades, a saber:
- Las comisiones se reúnen para examinar asuntos técnicos y sanitarios (Comisión A) y asuntos financieros y administrativos (Comisión B), y aprueban proyectos de resoluciones que, ulteriormente, se presentan en la sesión plenaria.

- La sesión plenaria es la reunión de todos los delegados ante la Asamblea Mundial de la Salud. La Asamblea de la Salud se reúne varias veces en sesión plenaria para escuchar los informes y adoptar las resoluciones transmitidas por las comisiones. Además, el Director General y los representantes de los Estados Miembros hacen uso de la palabra en la sesión plenaria.

Separadamente, se organizan sesiones de información técnica sobre temas específicos de salud pública con el fin de presentar nuevos avances relativos a esos temas, proporcionar un foro de discusión y posibilitar el intercambio de información.
Organización Mundial de la Salud

## Temas centrales
- Cólera
- Enfermedades crónicas
- Inmunización
- Objetivos de Desarrollo del Milenio
- Paludismo
- Personal sanitario
- Sistemas de salud
- Salud materna
- Salud del niño
- VIH/SIDA
- Viruela